# Lijst van coaches van het Kosovaars voetbalelftal (mannen)
Dit is een lijst van bondscoaches van het Kosovaars voetbalelftal mannen. 

## Bondscoaches
| Naam               | Land van herkomst | Begin periode    | Einde periode    | Prijzen | Opmerkingen/Wijze van vertrek                                                                        |
| ------------------ | ----------------- | ---------------- | ---------------- | ------- | --- |
| Albert Bunjaki     | Kosovo            | 18 juli 2009     | 9 oktober 2017   |         | Gestopt, Muharrem Sahiti vervangt hem                                                                |
| Muharrem Sahiti    | Kosovo            | 1 november 2017  | 1 maart 2018     |         | Interim, Bernard Challandes vervangt hem                                                             |
| Bernard Challandes | Zwitserland       | 2 maart 2018     | 13 oktober 2021  |         | Ontslagen, Primoz Gliha vervangt hem                                                                 |
| Muharrem Sahiti    | Kosovo            | 11 november 2020 | 18 november 2020 |         | Bernard Challandes had positieve getest op Corona en Muharrem Sahiti vervangt hem voor een wedstrijd |
| Primoz Gliha       | Slovenië          | 5 november 2021  | 23 februari 2022 |         | Interim, Alain Giresse vervangt hem                                                                  |
| Alain Giresse      | Frankrijk         | 23 februari 2022 | 20 juni 2023     |         | Ontslag genomen, Primoz Gliha vervangt hem                                                           |
| Primoz Gliha       | Slovenië          | 4 juli 2023      | 22 november 2023 |         | Ontslag genomen, Franco Foda vervangt hem                                                            |
| Franco Foda        | Duitsland         | 17 februari 2024 |                  |         | |

FFK · 
Kosovaars vrouwenelftal · Kosovo U19 · Kosovo U17
2010 – 2019 ·
2020 − 2029
2014 · 
2015 · 
2016 · 
2017 · 
2018 ·
2019 ·
2020 ·
2021 ·
2022 ·
2023 ·
2024
Albanië ·
Andorra ·
Armenië ·
Azerbeidzjan · 
Bulgarije · 
Burkina Faso · 
Cyprus ·
Denemarken ·
Engeland ·
Equatoriaal-Guinea ·
Faeröer ·
Finland ·
Gambia ·
Georgië ·
Gibraltar ·
Griekenland ·
Guinee ·
Haïti ·
Hongarije ·
IJsland ·
Israël ·
Jordanië ·
Kroatië ·
Letland ·
Litouwen ·
Madagaskar ·
Malta ·
Moldavië ·
Montenegro ·
Noord-Ierland ·
Noord-Macedonië ·
Noorwegen ·
Oekraïne ·
Oman ·
Roemenië ·
San Marino ·
Senegal ·
Slovenië ·
Spanje ·
Tsjechië ·
Turkije ·
Wit-Rusland ·
Zweden ·
Zwitserland